# Seznam obcí Gemersko-malohontské župy
Seznam obcí ležících na území slovenské části bývalé Gemersko-malohontské župy. Obce jsou rozděleny podle současných okresů a uvedeny pod současným jménem.
Okres Brezno
- Obce: Drábsko, Heľpa, Lom nad Rimavicou, Pohorelá, Polomka, Šumiac, Telgárt, Vaľkovňa, Závadka nad Hronom

Okres Gelnica
- Obce: Henclová (bez části Tichý potok, do roku 1925 samostatná obec, součást Spišské župy), Úhorná

Okres Lučenec
- Obce: Belina, Čamovce, Šíd, Šurice

Okres Poltár
- Obce: České Brezovo (jen k.ú. Vaľkovo), Ďubákovo, Hrnčiarska Ves, Hrnčiarske Zalužany, Kokava nad Rimavicou, Selce, Sušany, Šoltýska, Utekáč

Okres Poprad
- Obce: Vernár (v minulosti střídavě patřil do Spišské i Gemerské župy)

Okres Revúca
- Města : Jelšava, Revúca, Tornaľa
- Obce: Držkovce, Gemer, Gemerská Ves, Gemerské Teplice, Gemerský Sad, Hrlica, Hucín, Chvalová, Chyžné, Kameňany, Levkuška, Leváre, Licince, Lubeník, Magnezitovce, Mokrá Lúka, Muránska Dlhá Lúka, Muránska Huta, Muránska Lehota, Muránska Zdychava, Muráň, Nandraž, Otročok, Ploské, Polina, Prihradzany, Ratkovské Bystré, Ratková, Rašice, Revúcka Lehota, Rybník, Rákoš, Sirk, Skerešovo, Sása, Šivetice, Turčok, Višňové, Žiar

Okres Rimavská Sobota
- Města : Hnúšťa, Rimavská Sobota, Tisovec
- Obce:Abovce, Babinec, Barca, Belín, Blhovce, Bottovo, Budikovany, Bátka, Cakov, Čerenčany, Čierny Potok, Číž, Dolné Zahorany, Dražice, Drienčany, Drňa, Dubno, Dubovec, Dulovo, Figa, Gemerské Dechtáre, Gemerské Michalovce, Gemerský Jablonec, Gemerček, Gortva, Hajnáčka, Hodejov, Hodejovec, Horné Zahorany, Hostice, Hostišovce, Hrachovo, Hrušovo, Hubovo, Husiná, Chanava, Chrámec, Ivanice, Janice, Jesenské, Jestice, Kaloša, Kesovce, Klenovec, Kociha, Kraskovo, Krokava, Kružno, Kráľ, Kyjatice, Lehota nad Rimavicou, Lenartovce, Lenka, Lipovec, Lukovištia, Martinová, Neporadza, Nižný Skálnik, Nová Bašta, Orávka, Ožďany, Padarovce, Pavlovce, Petrovce, Poproč, Potok, Radnovce, Rakytník, Ratkovská Lehota, Ratkovská Suchá, Riečka, Rimavská Baňa, Rimavská Seč, Rimavské Brezovo, Rimavské Janovce, Rimavské Zalužany, Rovné, Rumince, Slizké, Stránska, Sútor, Šimonovce, Širkovce, Španie Pole, Štrkovec, Tachty, Teplý Vrch, Tomášovce, Uzovská Panica, Valice, Veľké Teriakovce, Veľký Blh, Vieska nad Blhom, Vlkyňa, Vyšné Valice, Vyšný Skálnik, Včelince, Zacharovce, Zádor, Žíp

Okres Rožňava
- Města : Dobšiná, Rožňava
- Obce: Ardovo, Betliar, Bohúňovo, Bôrka, Brdárka, Bretka, Brzotín, Čierna Lehota, Čoltovo, Čučma, Dlhá Ves, Drnava, Gemerská Hôrka, Gemerská Panica, Gemerská Poloma, Gočaltovo, Gočovo, Hanková, Henckovce, Honce, Jovice, Kečovo, Kobeliarovo, Koceľovce, Kováčová, Krásnohorská Dlhá Lúka, Krásnohorské Podhradie, Kružná, Kunova Teplica, Lipovník, Lúčka, Markuška, Meliata, Nižná Slaná, Ochtiná, Pača, Pašková, Petrovo, Plešivec, Rakovnica, Rejdová, Rochovce, Roštár, Rozložná, Rožňavské Bystré, Rudná, Silica, Silická Brezová, Slavec, Slavoška, Slavošovce, Štítnik, Vlachovo, Vyšná Slaná